# 바이오니클 제품 목록
다음은 바이오니클 제품을 수집하는 목록이다.

## 2001
- 1388 후키
- 1389 오네푸
- 1390 마쿠
- 1391 잘라
- 1392 콩구
- 1393 마토로
- 8525 마스크
- 8530 마스크
- 8531 포하투
- 8532 오누아
- 8533 갈리
- 8534 타후
- 8535 레와
- 8536 코파카
- 8537 뉴이-라마
- 8538 무아카 & 카네라
- 8539 마나스
- 8540 투라가 바카마
- 8541 투라가 마타우
- 8542 투라가 오네와
- 8543 투라가 노카마
- 8544 투라가 누주
- 8545 투라가 웨누아
- 8546 파워 팩 (하푸)
- 8548 뉴이-자가
- 8549 타라카바

## 2002
- 1441 피코우
- 8550 가로크 바
- 8551 코라크 바
- 8552 레바크 바
- 8553 파라크 바
- 8554 타노크 바
- 8555 누보크 바
- 8556 복서
- 8557 엑소-토아
- 8558 카독 & 가독
- 8559 크라나 (폴리백)
- 8560 파라크
- 8561 누보크
- 8562 가로크
- 8563 타노크
- 8564 레바크
- 8565 코라크
- 8566 오누아 누바
- 8567 레와 누바
- 8568 포하투 누바
- 8569 크라나 (박스)
- 8570 갈리 누바
- 8571 코파카 누바
- 8572 타후 누바
- 8597 크라나 & 카노히 (폴리백)
- 8598 크라나 & 카노히 (박스)
- 10023 바이오니클 마스터 빌더 세트

## 2003
- 8573 누보크-칼
- 8574 타노크-칼
- 8575 코라크-칼
- 8576 레바크-칼
- 8577 파라크-칼
- 8578 가로크-칼
- 8580 크라타
- 8581 코페케
- 8582 마토로
- 8583 할리
- 8584 휴키
- 8585 하푸
- 8586 마쿠
- 8587 판락
- 8588 쿠락
- 8589 레락
- 8590 구락
- 8591 보락
- 8592 투락
- 8593 마쿠타
- 8594 잘라 & 구코
- 8595 타쿠아 & 퓨쿠
- 8596 타카누바
- 8599 크라나-칼 (박스)
- 8600 크라나-칼 (폴리백)

## 2004
- 8601 토아 바카마
- 8602 토아 노카마
- 8603 토아 웨누아
- 8604 토아 오네와
- 8605 토아 마타우
- 8606 토아 누주
- 8607 누리이
- 8608 비솔라
- 8609 테후티
- 8610 아크모우
- 8611 오캄
- 8612 에리에
- 8613 카노카 디스크 런처 팩
- 8614 누락
- 8615 보닥
- 8616 보작
- 8617 자닥
- 8618 로작
- 8619 케락
- 8621 투라가 두메 & 니보크
- 8622 니디키
- 8623 크레카
- 8711 마스터 엑세서리 키트
- 8811 토아 리칸 & 키카날로

## 2005
- 4868 라하가 가아키
- 4869 라하가 포욱스
- 4870 라하가 쿠알루스
- 4877 라하가 노릭
- 4878 라하가 보몽가
- 4879 라하가 이루이니
- 8713 얼티밋 바이오니클 엑세서리 키트
- 8715 얼티밋 크리처 엑세서리 세트
- 8736 토아 호디카 바카마
- 8737 토아 호디카 노카마
- 8738 토아 호디카 웨누아
- 8739 토아 호디카 오네와
- 8740 토아 호디카 마타우
- 8741 토아 호디카 누주
- 8742 보타락
- 8743 보가락
- 8744 오노락
- 8745 로포락
- 8746 켈러락
- 8747 수코락
- 8748 바이오니클 스파이너
- 8755 키통구
- 8756 시도락
- 8757 비소락 전차
- 8758 토아의 탑
- 8759 메트루 누이의 전투
- 8761 루다카
- 8762 토아 이루이니
- 8763 토아 노릭
- 8769 비소락 게이트

## 2006
- 8624 생명의 가면을 위한 경주
- 8625 엄브라
- 8626 이르낙
- 8719 제이머
- 8721 벨리카
- 8722 카지
- 8723 피룩
- 8724 가란
- 8725 발타
- 8726 달루
- 8727 잘라
- 8728 할리
- 8729 누파루
- 8730 휴키
- 8731 콩구
- 8732 마토로
- 8733 액손
- 8734 브루타카
- 8764 베존&펜락
- 8892 피라카 전초 기지
- 8893 용암 웅덩이 게이트
- 8894 피라카 요새
- 8900 레이닥
- 8901 하칸
- 8902 베족
- 8903 작탄
- 8904 아바크
- 8905 토크
- 10204 베존&카르다스

## 2007
- 8910 콩구
- 8911 잘라
- 8912 휴키
- 8913 누파루
- 8914 할리
- 8915 마토로
- 8916 타카독스
- 8917 칼마
- 8918 카라파
- 8919 맨탁스
- 8920 엘렉
- 8921 프리닥
- 8922 가던카
- 8923 하이드락손
- 8924 막실로스&스피낙스
- 8925 바라키 심해 순찰
- 8926 토아 수중 공격
- 8927 토아 터레인 크롤러
- 8929 데필락
- 8930 데카
- 8931 툴록스
- 8932 모락
- 8934 스퀴드
- 8935 녹턴
- 8939 레소빅&시 슬레드
- 8940 카르자니&사르다&아이드리스&함정 장치

## 2008
- 8685 코파카
- 8686 레와
- 8687 포하투
- 8688 갈리
- 8689 타후
- 8690 오누아
- 8691 안트로즈
- 8692 뱀프라
- 8693 치록스
- 8694 크리카
- 8695 고라스트
- 8696 비틸
- 8697 토아 이그니카&스카이보드
- 8698 벌트라즈&스카이파이터
- 8699 타카누바
- 8941 로크오 T3&포하투
- 8942 제트락스 T6&안트로즈
- 8942 제트락스 T6&안트로즈(한정판)
- 8943 악셀라라 T9&레와
- 8944 탄마
- 8945 솔렉
- 8946 포톡
- 8947 레이디악
- 8948 가브라
- 8949 키롭
- 8952 마쿠타 뮤트란&비칸
- 8953 마쿠타 이카락스
- 8954 마제카&스웜프 스트라이더
- 20005 클락

## 2009
- 8972 아타커스
- 8973 라누
- 8974 타둑
- 8975 베릭스
- 8976 메투스
- 8977 제스크
- 8978 스크랄
- 8979 말룸
- 8980 그레시
- 8981 타릭스
- 8982 스트락
- 8983 보록스
- 8984 스트로니우스
- 8985 악카르
- 8986 바스투스
- 8987 키나
- 8988 겔루
- 8989 마타 누이
- 8990 페로(본 헌터)&스커믹스
- 8991 튜마
- 8992 센독스 V1&크로테시우스
- 8993 칵시움 V3&스코도니우스&커브라즈
- 8994 바라누스 V7&스피킷&사마드
- 8995 토나터스 V9&펄디투스
- 8996 스코피오 XV-1&텔루리스
- 8998 토아 마타 누이

## 2010
- 7116 타후
- 7117 그레시
- 7135 타카누바
- 7136 스크랄
- 7137 피라카
- 7138 락시

## 2015
- 70778 정글의 수호자
- 70779 돌의 수호자
- 70780 물의 수호자
- 70781 흙의 수호자
- 70782 얼음의 수호자
- 70783 불의 수호자
- 70784 레와 - 정글의 마스터
- 70785 포하투 - 돌의 마스터
- 70786 갈리 - 물의 마스터
- 70787 타후 - 불의 마스터
- 70788 코파카 - 얼음의 마스터
- 70789 오누아 - 흙의 마스터
- 70790 해골 거미의 왕
- 70791 스컬 워리어
- 70792 스컬 슬라이서
- 70793 스컬 배셔
- 70794 스컬 스콜피오
- 70795 마스크 메이커 vs 스컬 그라인더